# Oldenburg

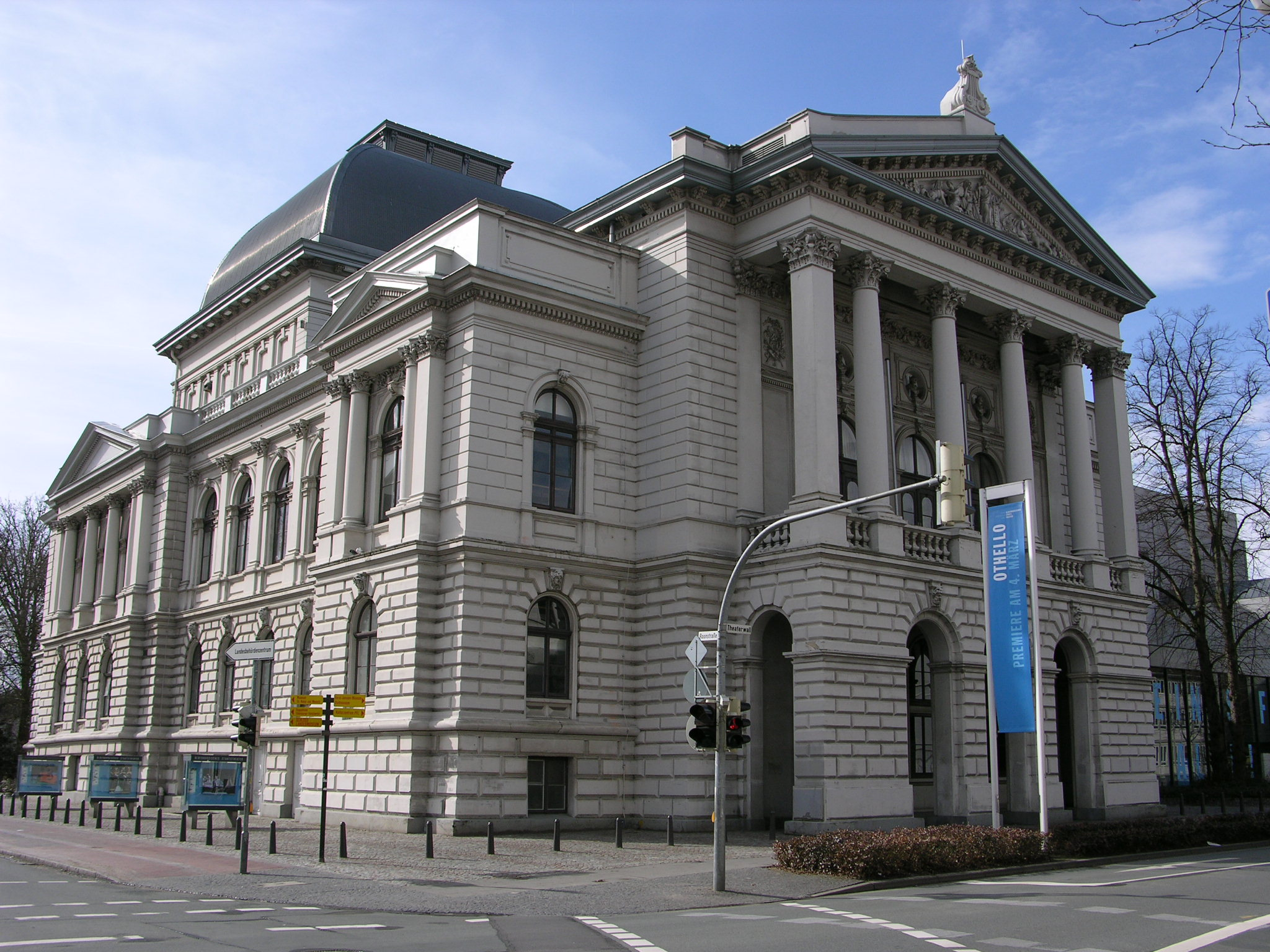
Teatr w Oldenburgu

Oldenburg (Oldb), a także „Oldenburg in Oldenburg“ (dolnoniem. Ollnborg, wschodniofryzyjski Ooldenbuurich) – miasto w północno-zachodnich Niemczech, w kraju związkowym Dolna Saksonia, nad rzeką Hunte i Kanałem Nadbrzeżnym. Liczy około 170 tys. mieszkańców. Pełni funkcję ważnego portu śródlądowego, węzła kolejowego i drogowego. Jest również ważnym ośrodkiem naukowym, mieści się tutaj założony w 1973 roku Uniwersytet.

## Historia
Prawa miejskie uzyskał w 1345 roku. Był siedzibą hrabiów Oldenburgów, a od 1774 roku stolicą księstwa. W latach 1918–1945 stolica Wolnego Miasta Oldenburg.
27 lipca 1946 roku do miasta przesiedlonych zostało blisko 600 Niemców, mieszkańców wsi Kalno (Kalendorff), obecnie położonej na terenie gminy Żarów w Polsce.
Od 1973 r. w mieście działa uniwersytet.
Od 1994 r. w mieście odbywa się międzynarodowy festiwal filmowy.

## Gospodarka
W mieście rozwinął się przemysł spożywczy, elektrotechniczny, maszynowy, szklarski, odzieżowy oraz poligraficzny.

## Sport
- VfB Oldenburg – klub piłkarski

## Współpraca
Miejscowości partnerskie:
- Cholet, Francja
- Groningen, Niderlandy
- Kingston upon Thames, Wielka Brytania
- Machaczkała, Rosja
- Matte Aszer, Izrael
- Oudenburg, Belgia
- Taastrup, Dania
- Vorpommern-Rügen, Meklemburgia-Pomorze Przednie